# Krum Milev
Krum Milev (Sofia, 11 giugno 1915 – Sofia, 19 maggio 2000) è stato un allenatore di calcio e calciatore bulgaro, di ruolo attaccante.

## Carriera
Da calciatore ha vinto tre campionati bulgari (nel 1936 e nel 1939 con lo Slavia Sofia, nel 1945 con la Lokomotiv Sofia) e una coppa nazionale nel 1945 con il Lokomotiv Sofia. Da manager è stato uno dei più vincenti nella storia del campionato bulgaro, vincendo in undici occasioni il titolo nazionale e per quattro volte la coppa di Bulgaria. Ha partecipato in diverse occasioni alla Coppa dei Campioni, raggiungendo come massimo risultato i quarti nell'edizione del 1957. In contemporanea al ruolo di manager del CSKA, ha allenato la Nazionale olimpica e quella maggiore della Bulgaria, in seguito ha guidato anche il Beroe e i turchi del Beşiktaş.
Esordisce in Nazionale il 7 novembre 1937, contro la Cecoslovacchia, sfida finita 1-1. Gioca in Nazionale fino al 1948, segnando 3 gol in 18 presenze.

## Palmarès

### Giocatore
- Campionato bulgaro: 3

Slavia Sofia: 1936, 1938-1939
Lokomotiv Sofia: 1945
- Coppa di Bulgaria: 1

Lokomotiv Sofia: 1945

### Allenatore
- Campionato bulgaro: 11  (record)

CSKA Sofia: 1951, 1952, 1954, 1955, 1956, 1957, 1958, 1958-1959, 1959-1960, 1960-1961, 1961-1962
- Coppa di Bulgaria: 4

CSKA Sofia: 1951, 1954, 1955, 1961